# Nora Girardi

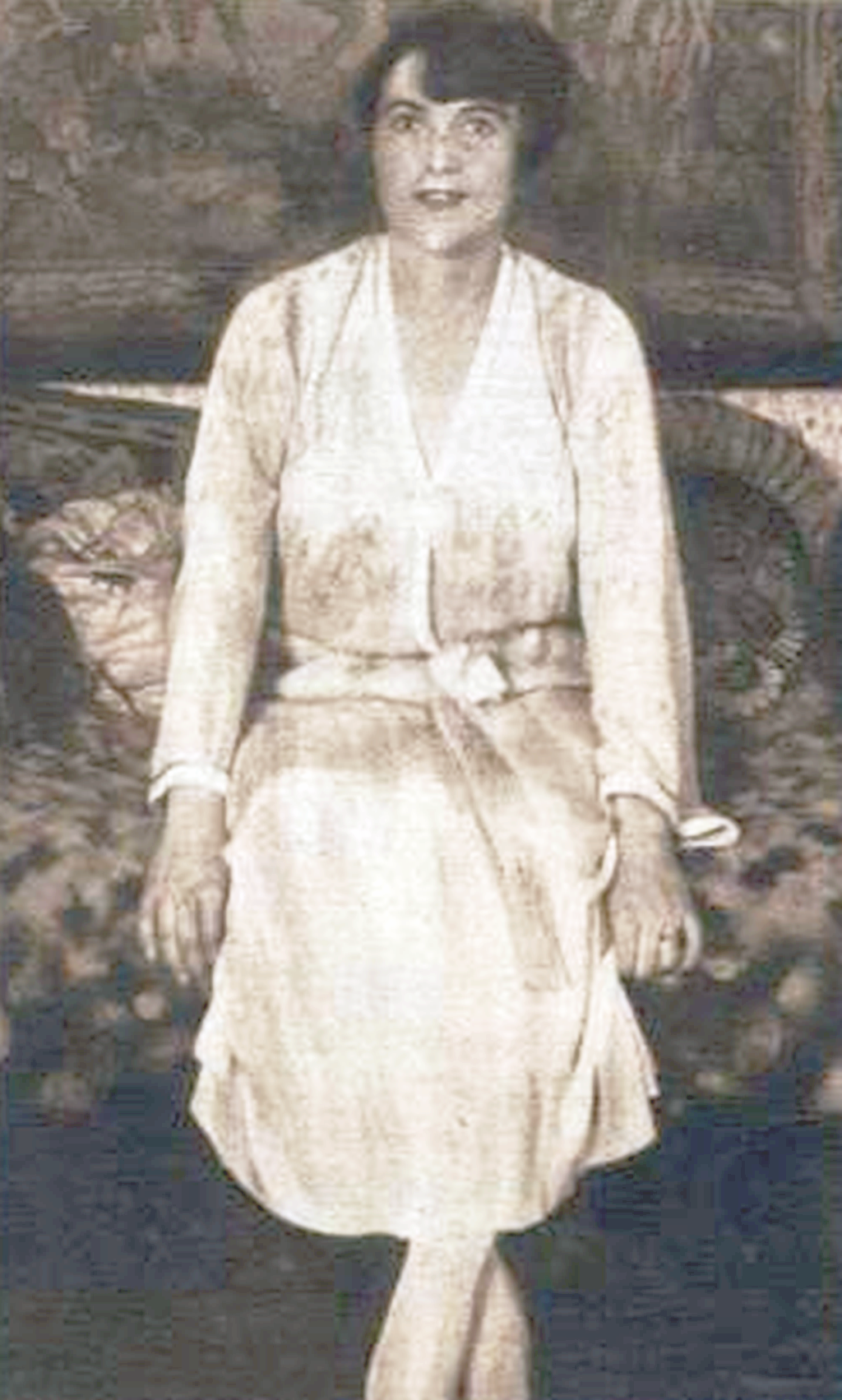
Nora Girardi (1924)

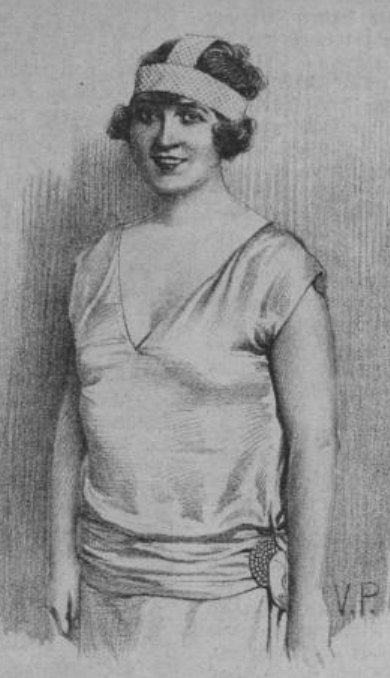
Nora Girardi

Nora Girardi (* 5. September 1897 in Rumburg (Böhmen, Österreich-Ungarn); † 13. Februar 1928 in Wien) war eine österreichische Operetten-Sängerin und Schauspielerin.

## Leben und Familie
Nora Girardi wurde als Eleonare Pfeifer, Tochter des aus Rumburg stammenden Textilindustriellen Julius Pfeifer sen. (1834–1906) und dessen Ehefrau Marietta Pfeifer (* 1866) geboren. Marietta Pfeifer war Konzertsängerin und wurde als Maria Barbara Kellenberger in Dillingen in Bayern geboren. Nach dem Tod ihres Ehemannes heiratete Marietta Pfeifer 1908 den Wiener Besitzer der St. Pöltner Weicheisen- und Stahlgießerei Rudolf Schießl (* 9. Oktober 1863). Rudolf Schießl adoptierte Nora Pfeifer als Tochter und wurde auch ihr Förderer.
1920 heiratete Nora den Schauspieler Anton Maria Girardi (1899–1961), kurz Toni genannt. Diese Ehe bestand nur wenige Jahre. Anton Maria Girardi war der Sohn des Schauspielers Alexander Girardi (1850–1918).

## Künstlerische Ausbildung
Ihre Ausbildung genoss Nora Pfeifer bei Professor Filip Forstén (1852–1932), sowie der Opernsängerin und Gesangspädagogin Emmy Jost-Grundmann, und bei dem Kammersänger Anton Ludwig in Wien. Die „dramatische Ausbildung“ erhielt sie von Karl Wallner, dem Direktor des St. Pöltner Stadttheaters.

## Karriere als Sängerin und Schauspielerin
Im Rahmen einer Veranstaltung der St. Pöltner Musikfreunde im März 1921 trug Nora Girardi einige Lieder vor, unter anderem von Richard Strauss sowie vom Wiener Komponisten Josef Lorenz Wenzl-Traunfels (1883–1955), der auch selbst dirigierte. Bei ihrem Auftritt wurde sie von ihrer Mutter Marietta Pfeifer auf der Harfe begleitet. Im Jahre 1923 drehte sie unter anderem mit Anny Miletty, Willi Forst und Hans Effenberger den Stummfilm Strandgut. Die Aufnahmen des Dramas um Schiffbruch, Liebe, Eifersucht und Tod, entstanden unter anderem an der französischen Riviera, auf Sizilien und Korsika. Regisseur des Films war Hans Karl Breslauer (1888–1965).
Im Mai 1924 sang sie im Eden Theater von Aachen die Titelrolle in der Operette Die Rose von Stambul. Im gleichen Jahr wurde sie als erste Sängerin vom Direktor Erich Müller für das Johann Strauß-Theater engagiert. Sie hatte ihr Debüt am 7. Juli 1924 in dem Singspiel Des Königs Nachbarin von Leon Jessel (1871–1942).
1925 spielte sie am Corso-Theater in Zürich und im gleichen Jahr gastierte sie am Stadttheater Klagenfurt, wo sie die Titelpartie der „Katharina“ in Das Weib in Purpur von Jean Gilbert sang.
Weiters spielte sie im Stadttheater Klagenfurt in den Operetten Katja, die Tänzerin von Jean Gilbert, Gräfin Mariza in der Rolle der Gräfin Mariza, von Emmerich Kálmán, Die silberne Tänzerin von Julius Bittner (1874–1939) und Revanche von Oskar Jascha. Im Jahre 1926 spielte Nora Girardi im Wiener Ronacher die weibliche Hauptrolle in der Operette Das Spiel um die Liebe von Rudolf Schanzer und Ernst Welisch.

## Zum Ableben von Nora Girardi
Nora Girardi zog sich um 1927 vom Theater zurück und arbeitete zuletzt im Wiener Büro ihres Stiefvaters Rudolf Schießl. Ihre Leidenschaft blieb allerdings die Bühne, und sie strebte eine Rückkehr ans Theater an. Am 13. Februar 1928 nahm sich Nora Girardi in ihrer Wiener Wohnung auf der Mariahilfer Straße das Leben und wurde am 16. Februar 1928 in St. Pölten beerdigt.

## Film
- „Strandgut“  (Stummfilm 1924) mit Willi Forst, Anny Miletty (1898–1948), Nora Girardi, Albrecht Attems, Hans Effenberger.[14]

## Familiengeschichte
- „Marietta“  Album mit Bildern und Dokumenten zur Geschichte der Familie Schießl-Pfeifer. Landessammlung Niederösterreich Online Digitalisat |Abruf=2022-12-20}}